# Гейе, Джибрил
Джибрил Гейе (фр. Djibril Guèye; род. 19 ноября 1996, Ngor) — сенегальский футболист, нападающий клуба «Валмиера». Выступал в национальной сборной Сенегала.

## Карьера

### Начало карьеры
Футбольную карьеру начал в футбольной академии «Этуаль Лузитана» в Дакаре. В 2013 году вместе с клубом выступал в третьем дивизионе сенегальского футбола. В 2014 году перешёл в клуб «Олимпик де Нгор» из сенегальского чемпионата. В 2016 году перешёл в клуб «Уакам». В июле 2018 года перешёл в клуб «Дуан», где стал одним из ключевых футболистов.

### «Валмиера»
В августе 2020 года футболист перешёл в латвийский клуб «Валмиера». Дебютировал за клуб 23 августа 2020 года в матче против клуба «Елгава». Затем вместе с клубом отправился на квалификационный матч Лиги Европы УЕФА, где 27 августа 2020 года дебютировал на турнире против польского «Леха». Дебютный гол за клуб забил 13 сентября 2020 года в матче против клуба «Метта». В матче 23 сентября 2020 года в рамках Кубка Латвии против рижского «Динамо» оформил хет-трик и отдал 2 результативные передачи. В матче последнего тура Высшей лиги 26 ноября 2020 года против клуба «Даугавпилс» футболист отличился дублем. По итогу сезона футболист стал бронзовым призёром чемпионата.
Новый сезон начал 14 марта 2021 года с матча против клуба РФС, также отличившись первым в сезоне забитым голом. В июле 2021 года вместе с клубом отправился на квалификационные матчи Лиги конференций УЕФА. Дебютировал на еврокубковом турнире 8 июля 2021 года в матче против литовского клуба «Судува». Однако по сумме двух встреч литовский клуб оказался сильнее и прошёл в следующий раунд квалификаций. В матче 22 августа 2021 года в рамках Кубка Латвии против рижского «Динамо» футболист записал на свой счёт дубль. Очередным дублем за клуб отличился 26 сентября 2021 года против клуба «Даугавпилс». По итогу сезона футболист стал серебряным призёром латвийской Высшей лиги.
Весной 2022 года футболист начинал сезон со скамейки запасных. Первый матч сыграл 12 марта 2022 года против «Риги», выйдя на замену в начале второго тайма. В середине апреля 2022 года снова стал ключевым игроком стартового состава латвийского клуба. Первый гол в сезоне забил 15 апреля 2022 года в мате против клуба «Тукумс 2000». В июле 2022 года футболист вместе с клубом отравился на квалификационные матчи Лиги конференций УЕФА. Первый матч сыграл 21 июля 2022 года против северомакедонского клуба «Шкендия», где футболист забил свой дебютный гол на еврокубковом турнире. Однако затем по сумме двух матчей латвийский клуб оказался слабее. В матче 9 октября 2022 года против клуба «Метта» футболист записал на свой счёт дубль. По итогу сезона стал чемпионом латвийской Высшей лиги.
Первый матч в новом сезоне сыграл 11 марта 2023 года против клуба РФС. Первыми голами в сезоне отличился 2 апреля 2023 года в матче против клуба «Ауда», оформив дубль. В следующем матче 6 апреля 2023 года против клуба «Тукумс 2000» футболист отличился своим очередным дублем. Затем футболист выбыл из распоряжение латвийского клуба из-за полученной травмы на длительный срок. В середине октября 2023 года футболист вернулся в распоряжение клуба. Первый матч сыграл 22 октября 2023 года против клуба «Супер Нова», выйдя на замену на 89 минуте. Завершил сезон футболист на итоговом четвёртом месте в чемпионате, отличившись 4 забитыми голами в 7 матчах.

## Достижения
«Валмиера»
- Чемпион Латвии: 2022